# Солодкий сік всередині трави
«Солодкий сік всередині трави» — радянський художній фільм 1984 року, знятий режисерами Аманбеком Альпієвим і Сергієм Бодровим на кіностудії «Казахфільм».

## Сюжет
Історія першого кохання восьмикласниці Сюйрік. Вразлива, романтична дівчинка страждає через те, що однокласник, в якого вона закохана, захоплений новою ученицею. Але коли її суперниця з батьками їде з міста, Сюйрік не радіє, бо страждає Марат, якого вона добре розуміє.

## У ролях
- Гульшад Омарова — Сюйрік
- Айгерім Беккулова — Камілія
- Еліко Мінашвілі — Райхан
- Біржан Абдурахманов — Марат
- Наталія Арінбасарова — мама
- Вахтанг Панчулідзе — Ахмет
- Ольга Кузнецова — молода вчителька
- Ірина Шульга — Світа
- Бек Ібраєв — тато
- Владислав Тігай — Толік Кім
- Едуард Кузнецов — Ігор
- Р. Фазлієв — Вовка
- С. Двоскіна — Алімова
- Гульнара Рахимбаєва — класна керівниця

## Знімальна група
- Режисери — Аманбек Альпієв, Сергій Бодров
- Сценаристи — Зауреш Єргалієва, Сергій Бодров
- Оператор — Федір Аранишев
- Композитор — Тулеген Мухамеджанов
- Художники — Валерій Кострін, Олександр Ророкін